# Cildo Meireles
Cildo Meireles (Rio de Janeiro, 9 februari 1948) is een Braziliaanse beeldhouwer, installatie- en conceptueel kunstenaar.

## Leven en werk
Meireles volgde van 1963 tot 1967 een opleiding aan de Fundação Cultural de Brasilia in de hoofdstad Brasilia en vanaf 1967, na zijn verhuizing naar Rio de Janeiro, studeerde hij aan de Escola Nacional de Belas-Artes. In 1969 was hij een medestichter van de Unidade Experimental van het Museu de Arte Moderna do Rio de Janeiro. Namens Brazilië nam hij deel aan de Biënnale van Venetië (1976, 2005 en 2009), de Biënnale van São Paulo (1989, 1998 en 2005), de Bienal do Mercosul in Porto Alegre (2007 en 2009) en werd hij uitgenodigd voor DOCUMENTA IX van 1992 en Documenta 11 van 2002 in de Duitse stad Kassel.
Meireles won in 1999 de Prins Claus Prijs en in 2008 de Premio Velázques de las Artes Plasticas in Spanje. Als eerste Braziliaan kreeg hij in 2008 een solo-expositie bij Tate Modern in Londen. Gedurende zijn gehele carrière meed hij politieke thema's niet en hij stimuleerde het publieke debat. Zo verzette hij zich na de staatsgreep van 1964 tegen de militaire dictatuur in Brazilië met werken als: Tiradentes: totem monumento ao preso político en Introdução a uma crítica.

## Werken Instituto Cultural Inhotim
Enkele werken in het Centro de Arte Contemporânea Inhotim:
- Desvio para o vermelho: Impregnação, Entomo, Desvio (1967-1984) - 3-delige installatie
- Através (1989)
- Glove Trotter (1991)
- Camelô (1998)
- Inmensa (1982-2002) - in het Beeldenpark van het Centro de Arte Contemporânea Inhotim in Brumadinho